# FC Destelbergen
FC Destelbergen was een Belgische voetbalclub uit Destelbergen. De club was aangesloten bij de KBVB met stamnummer 5358 en had blauw-wit als kleuren. FC Destelbergen speelde heel zijn geschiedenis in de provinciale reeksen.

## Geschiedenis
De club werd opgericht op 24 april 1950 en ging van start in de laagste provinciale afdeling, in die tijd Derde Provinciale. Het eerste jaar speelde men op een terrein genaamd Berkenzant, met slechts primitieve accommodaties. Er stonden toen enkel eenvoudige kleedkamers, in hout opgetrokken, en om te wassen haalde men water uit de put van een naburige groentekweker. Op het terrein zou ruim een halve eeuw later VS Destelbergen gaan spelen. Een jaar later verhuisde men al naar een terrein op de gronden van boer Stadeus, waar een kleine kantine met kleedkamers werd gebouwd. Dat is nu nog steeds het voetbalterrein van de club, maar eigendom van de gemeente.
In 1957 pakte Destelbergen voor het eerst een titel, en steeg zo een reeks. De club daalde echter algauw weer. In 1965 pakte men echter opnieuw de titel.
In 1990 eindigde Destelbergen bovenin zijn reeks. Een testwedstrijd tegen Sint-Lievens-Houtem moest beslissen welke club met de kampioen mee kon promoveren. Op neutraal won Destelbergen de wedstrijd met 2-1, en de club steeg zo voor het eerst in zijn bestaan naar Eerste Provinciale, de hoogste provinciale reeks. In de daaropvolgende jaren daalde en steeg FC Destelbergen naar tweede en opnieuw naar eerste provinciale. Na 1997/98 zakte men opnieuw, maar dankzij een titel kon men een jaar later zijn plaats in Eerste terug innemen. In 2001 zakte Destelbergen echter opnieuw.
Het stadion van FC Destelbergen heeft een grote overdekt tribune met 4 rijen. Achter een goal is er een kantine. Er is ook nog een overdekte staanplaats aan de zijkant.
In het seizoen 2009/10 steeg Destelbergen opnieuw naar Eerste Provinciale maar eindigde het pas 13de. Daardoor degradeerde het al na een seizoen terug naar Tweede Provinciale. In de jaren '90 geraakte FC Destelbergen tot in de derde ronde van de Beker van België nadat het eerst E. Zele, en later Ingelmunster versloeg en dan het hoofd moest buigen tegen derde nationaler Racing Gent.
FC Destelbergen speelde overwegend in tweede provinciale, maar het degradeerde opnieuw naar derde in 2015, maar won in het seizoen 2019-2020 de kampioenstitel in derde provinciale, waarna het opnieuw naar tweede provinciale mag. In het seizoen 2021/2022 was FC Destelbergen stonden tot bijna het einde van het seizoen op de eerste plaats. In het einde van het seizoen kon FC Kleit hen nog inhalen. De laatste wedstrijd was beslissend, Destelbergen won met 9-0, maar dat was niet genoeg om FC Kleit in te halen. Destelbergen eindigde op de tweede plek.
De hofman-cup 2021/2022 raakte FCD in de achtste finale. Maar deze wedstrijden worden pas gespeeld op 11 november. Ze moeten tegen KSK Lovendegem. De hofman-cup 2022/2023 begon met een thuis-wedstrijd. Ze wonnen met 5-0 for feit tegen VSV Gent.
In het seizoen 2022/23 speelde FC Destelbergen kampioen in 2e Provinciale A, en komt het volgende seizoen dus uit in 1e Provinciale.

Voor het seizoen 2024-2025 fuseerde FC Destelbergen met KFC Heusden Sport tot een nieuwe ploeg met de naam KFV Hedes.

## Resultaten
| Seizoen | Klasse | Klasse | Klasse | Klasse | Klasse | Klasse | Klasse | Klasse | Klasse | Reeks                                                    | Punten                                                   | Opmerkingen                                              |
|         | I      | I      | II     | III    | IV     | P.I    | P.II   | P.III  | P.IV   |                                                          |                                                          |                                                          |
| ------- | ------ | ------ | ------ | ------ | ------ | ------ | ------ | ------ | ------ | -------------------------------------------------------- | -------------------------------------------------------- | -------------------------------------------------------- |
| 2014/15 |        |        |        |        |        |        | 15     |        |        | 2de prov. O-Vl. C                                        | 24                                                       | Degradatie                                               |
| 2015/16 |        |        |        |        |        |        |        | 10     |        | 3de prov. O-Vl. B                                        | 39                                                       |                                                          |
|         | 1A     | 1B     | 1Am    | 2Am    | 3Am    | P.I    | P.II   | P.III  | P.IV   | Vanaf 2016-17 zijn er 3 nationale en 2 regionale niveaus | Vanaf 2016-17 zijn er 3 nationale en 2 regionale niveaus | Vanaf 2016-17 zijn er 3 nationale en 2 regionale niveaus |
| 2016/17 |        |        |        |        |        |        |        | 7      |        | 3de prov. O-Vl. B                                        | 44                                                       |                                                          |
| 2017/18 |        |        |        |        |        |        |        | 7      |        | 3de prov. O-Vl. B                                        | 49                                                       |                                                          |
| 2018/19 |        |        |        |        |        |        |        | 4      |        | 3de prov. O-Vl. B                                        | 47                                                       |                                                          |
| 2019/20 |        |        |        |        |        |        |        | 1      |        | 3de prov. O-Vl. A                                        | 61                                                       | Promotie                                                 |
| 2020/21 |        |        |        |        |        |        | -      |        |        | 2de prov. O-Vl. A                                        | -                                                        | Competitie geschrapt wegens Covid-19                     |
| 2021/22 |        |        |        |        |        |        | 2      |        |        | 2de prov. O-Vl. A                                        | 65                                                       |                                                          |
| 2022/23 |        |        |        |        |        |        | 1      |        |        | 2de prov. O-Vl. A                                        | 72                                                       | Promotie                                                 |
| 2023/24 |        |        |        |        |        | 9      |        |        |        | Eerste prov. O-Vl.                                       | 41                                                       | Laatste seizoen                                          |

## Spelers
Bijgewerkt 16/10/2022.
- AKBULUT ENES: 41 WEDSTRIJDEN, 3 DOELPUNTEN
- BERGHMANS SIMON: 33 WEDSTRIJDEN, 1 DOELPUNT
- BRACKE VICTOR: 4 WEDSTRIJDEN
- DAEMS VICTOR: 43 WEDSTRIJDEN, 14 DOELPUNTEN
- DE CLERCQ KASPER: 1 WEDSTRIJD
- DELLAERT EMILE: 7 WEDSTRIJDEN
- DEMBA BUN: 12 WEDSTRIJDEN, 3 DOELPUNTEN
- DIRKX ZENO: 8 WEDSTRIJDEN, 1 DOELPUNT
- EL YAZIDI NASH: 42 WEDSTRIJDEN, 7 DOELPUNTEN
- FORDJOUR BIKO (c): 38 WEDSTRIJDEN, 4 DOELPUNTEN
- HAMERLINCK ROB: 6 WEDSTRIJDEN
- ISCI SEFA: 41 WEDSTRIJDEN, 24 DOELPUNTEN
- LEMEY JARON: 45 WEDSTRIJDEN, 1 DOELPUNT
- LENEEUW SIMON: 33 WEDSTRIJDEN, 3 DOELPUNTEN
- LESCRAUWAET SAM: 32 WEDSTRIJDEN, 15 DOELPUNTEN
- MALFAIT SANDER: 1 WEDSTRIJD
- MARTINY ADRIAAN: 29 WEDSTRIJDEN, 5 DOELPUNTEN
- MERTENS ZOLTAN: 2 WEDSTRIJDEN
- MUSSCHE RUBEN: 34 WEDSTRIJDEN, 7 DOELPUNTEN
- OSEI PHILIP: 4 WEDSTRIJDEN, 1 DOELPUNT
- PRESENT MATTHIAS: 45 WEDSTRIJDEN
- ROLDAN-ARAGON-BOTTERBERG LUCA: 9 WEDSTRIJDEN, 1 DOELPUNT
- SCHULTE BRECHT: 41 WEDSTRIJDEN
- SEDEYN JELLE: 7 WEDSTRIJDEN
- SEGERS BJORGE: 2 WEDSTRIJDEN
- TIMMERMAN KOBE: 25 WEDSTRIJDEN
- VAN DAMME KENNETH: 43 WEDSTRIJDEN, 5 DOELPUNTEN
- VAN DER VLOEDT KJELL: 12 WEDSTRIJDEN, 1 DOELPUNT
- VEECKMAN ANTON: 1 WEDSTRIJD
- VERLINDE LUÏS ANDREAS: 3 WEDSTRIJDEN
- VLEMINCKX TIM: 40 WEDSTRIJDEN, 4 DOELPUNTEN
- WOUTERS BART: 15 WEDSTRIJDEN, 3 DOELPUNTEN

## Bekende (ex-)spelers
- Salou Ibrahim
- Frédéric Dupré
- Freddy Denaert
- David De Ridder
- Marc Mikolajczak
- Marc Boxstaele
- Bjorn De Wilde